# Aleuas curtipennis
Aleuas curtipennis är en insektsart som beskrevs av Bruner, L. 1911. Aleuas curtipennis ingår i släktet Aleuas och familjen gräshoppor. Inga underarter finns listade i Catalogue of Life.